# Núpsstaðakirkja

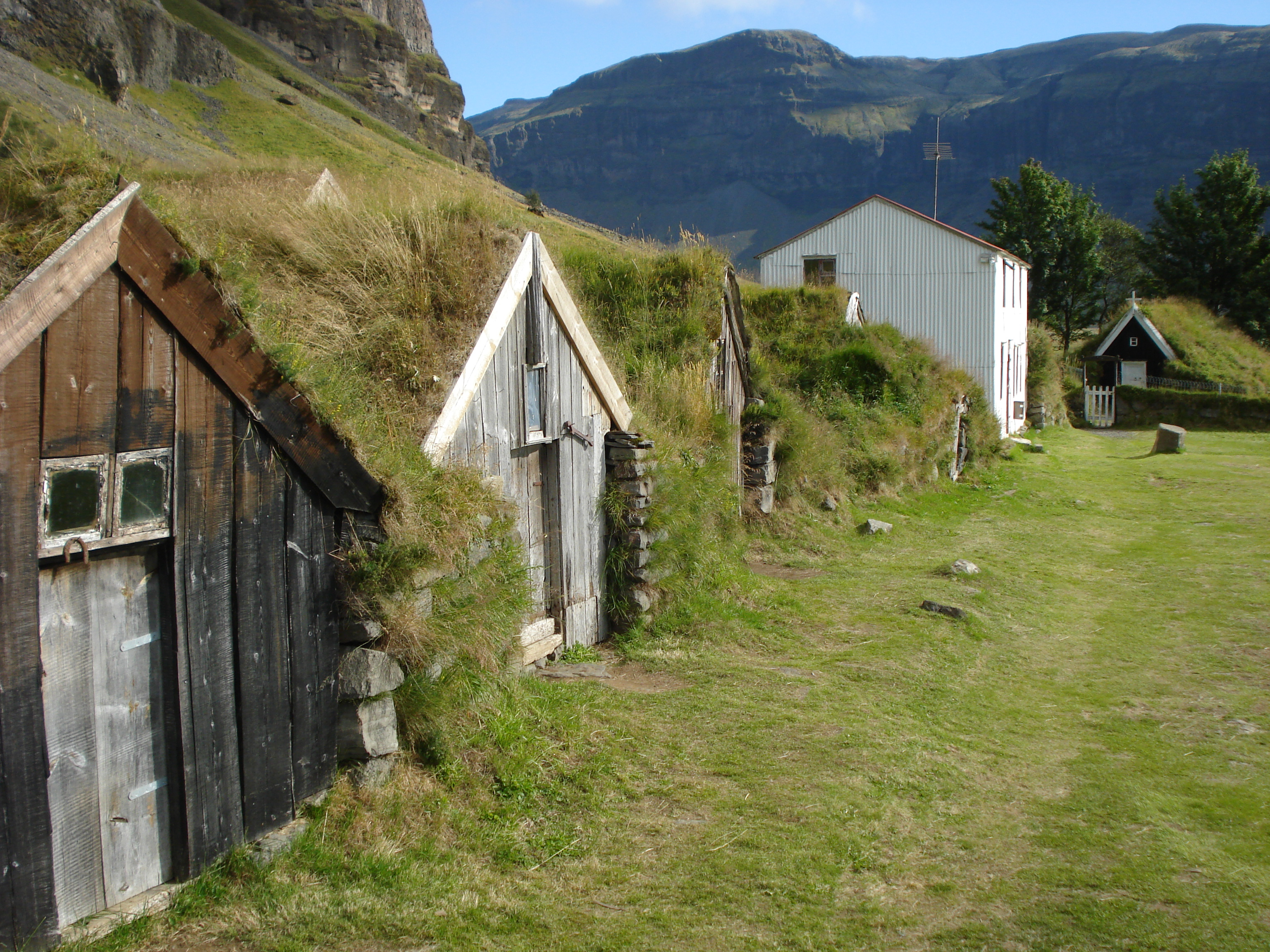
Gamla stugan i till vänster, med kapellet längst till höger

Núpsstaðakirkja är en isländsk torvkyrka i kommunen Skaftárhreppur i Suðurland i Island.
Torvkapellet på gården Núpsstaður byggdes senast 1657 och möjligen har det funnits ett tidigare kapell på samma plats senast i slutet av 1100-talet. 
Núpsstaðakirkja dekonsekrerades 1765 på order av kungen av Danmark, men har troligen använts som gårdskyrka också därefter. Den har under period också använts som lager. Den återinvigdes officiellt som kyrka igen 1961 efter att ha restaurerats 1958-1960. 
Kyrkan förklarades som byggnadsminne av Islands nationalmuseum 1930. Ett altare från Stóra-Dalskirkja från 1789 har placerats i kyrkan. Ljuskronan kommer från Víðimýrarkirkja.